# Pływanie na Mistrzostwach Świata w Pływaniu 2015 – sztafeta mieszana 4 × 100 m stylem dowolnym
Sztafeta mieszana 4 × 100 m stylem dowolnym – jedna z konkurencji rozgrywanych podczas Mistrzostw Świata w Pływaniu 2015. Zarówno eliminacje jak i finał odbyły się 8 sierpnia.
W tej debiutującej na mistrzostwach świata konkurencji wzięło udział 123 pływaków z 28 krajów.
Zwycięstwo odniosła reprezentacja Stanów Zjednoczonych. Srebro zdobyli Holendrzy. Brąz wywalczyli Kanadyjczycy.

## Rekordy
Przed zawodami rekordy świata i mistrzostw wyglądały następująco:
| Rekord                   | Reprezentacja | Czas    | Miejsce | Data          |
| ------------------------ | --- | ------- | ------- | ------------- |
| Rekord świata            | Australia · Tommaso D’Orsogna (49,65) · Cate Campbell (52,83) · James Magnussen (47,29) · Bronte Campbell (53,52) | 3:23,29 | Perth   | 1 lutego 2014 |
| Rekord mistrzostw świata | |         |         |               |

W trakcie zawodów ustanowiono następujące rekordy:
| Data       | Etap konkurencji | Reprezentacja | Czas    | Rekord |
| ---------- | ---------------- | --- | ------- | ------ |
| 8 sierpnia | eliminacje       | Stany Zjednoczone · Conor Dwyer (49,47) · Ryan Lochte (48,43) · Margo Geer (53,12) · Abbey Weitzeil (53,49)      | 3:24,51 | CR     |
| 8 sierpnia | finał            | Stany Zjednoczone · Ryan Lochte (48,79) · Nathan Adrian (47,29) · Simone Manuel (53,66) · Missy Franklin (53,31) | 3:23,05 | , CR   |

Legenda: CR – rekord mistrzostw świata

## Wyniki

### Eliminacje
Eliminacje odbyły się o 10:24.
| Miejsce | Wyścig | Tor | Państwo                   | Zawodnik / Zawodniczka                                                                                     | Czas      | Uwagi  |
| ------- | ------ | --- | ------------------------- | --- | --------- | ------ |
| 1.      | 3      | 3   | Stany Zjednoczone         | Conor Dwyer (49,47) Ryan Lochte (48,43) Margo Geer (53,12) Abbey Weitzeil (53,49)                          | 3:24,51   | Q, CR, |
| 2.      | 4      | 4   | Rosja                     | Andriej Grieczin (49,21) Nikita Łobincew (47,97) Wieronika Popowa (54,00) Natalja Łowcowa (54,05)          | 3:25,23   | Q      |
| 3.      | 3      | 5   | Włochy                    | Luca Dotto (49,30) Filippo Magnini (48,60) Federica Pellegrini (54,35) Erika Ferraioli (53,98)             | 3:26,23   | Q      |
| 4.      | 3      | 4   | Szwecja                   | Christoffer Carlsen (49,78) Simon Sjödin (49,70) Michelle Coleman (53,35) Louise Hansson (53,77)           | 3:26,60   | Q      |
| 5.      | 3      | 0   | Holandia                  | Sebastiaan Verschuren (49,49) Kyle Stolk (49,44) Marrit Steenbergen (55,29) Femke Heemskerk (52,69)        | 3:26,91   | Q,     |
| 6.      | 2      | 7   | Chiny                     | Yu Hexin (49,82) Lin Yongqing (49,29) Qiu Yuhan (53,87) Tang Yuting (54,73)                                | 3:27,71   | Q      |
| 7.      | 2      | 4   | Kanada                    | Yuri Kisil (49,36) Karl Krug (49,20) Sandrine Mainville (54,22) Victoria Poon (54,97)                      | 3:27,75   | Q      |
| 7.      | 2      | 5   | Brazylia                  | Matheus Santana (49,82) Marcelo Chierighini (48,43) Larissa Oliveira (54,89) Daynara de Paula (54,61)      | 3:27,75   | Q,     |
| 9.      | 4      | 2   | Francja                   | Lorys Bourelly (49,94) Clément Mignon (48,20) Cloé Hache (55,33) Margaux Fabre (54,82)                     | 3:28,29   |        |
| 10.     | 2      | 1   | Japonia                   | Yuki Kobori (49,69) Naito Ehara (49,90) Rikako Ikee (54,31) Misaki Yamaguchi (54,64)                       | 3:28,54   |        |
| 11.     | 3      | 8   | Niemcy                    | Christoph Fildebrandt (49,08) Marco di Carli (48,93) Alexandra Wenk (55,03) Marlene Hüther (55,95)         | 3:28,99   | NR     |
| 12.     | 3      | 2   | Turcja                    | Doğa Çelik (50,30) Kemal Arda Gürdal (49,23) Ekaterina Avramova (56,21) Gizem Bozkurt (57,37)              | 3:33,11   |        |
| 13.     | 4      | 7   | Singapur                  | Yeo Kai Quan (51,43) Amanda Lim (57,68) Quah Ting Wen (56,08) Quah Zheng Wen (49,39)                       | 3:34,58   |        |
| 14.     | 1      | 5   | Szwajcaria                | Lukas Räuftlin (51,25) Jean-Baptiste Febo (50,76) Noemi Girardet (56,70) Maria Ugolkova (56,01)            | 3:34,72   |        |
| 15.     | 4      | 1   | Luksemburg                | Julien Henx (50,99) Pit Brandenburger (50,85) Julie Meynen (55,51) Monique Olivier (57,84)                 | 3:35,19   |        |
| 16.     | 2      | 2   | Serbia                    | Andrej Barna (51,21) Uroš Nikolić (50,24) Miroslava Najdanovski (57,98) Anja Crevar (59,23)                | 3:38,66   |        |
| 17.     | 4      | 6   | FINA Niezależni Sportowcy | Matthew Abeysinghe (51,47) Machiko Raheem (59,94) Cherantha de Silva (52,60) Kimiko Raheem (58,93)         | 3:42,94   |        |
| 18.     | 4      | 8   | Dominikana                | Jhonny Peréz (52,85) Arianna Sanna (59,04) Dorian McMenemy (58,98) Jean Luis Gómez (52,98)                 | 3:43,85   |        |
| 19.     | 1      | 4   | Kostaryka                 | Marie Meza (59,09) Esteban Araya (54,55) Helena Moreno (1:00,10) Mario Montoya (52,42)                     | 3:46,16   |        |
| 20.     | 4      | 5   | Boliwia                   | Andrew Rutherfurd (52,37) Maria José Ribera (1:01,73) Karen Torrez (57,96) Aldo Castillo (54,40)           | 3:46,46   |        |
| 21.     | 2      | 6   | Jordania                  | Khader Baqlah (51,81) Mohammed Bedour (53,73) Rahaf Baqleh (1:02,21) Talita Baqlah (59,59)                 | 3:47,34   |        |
| 22.     | 2      | 8   | Mozambik                  | Denílson da Costa (55,03) Jannah Sonnenschein (1:00,94) Jessika Cossa (59,86) Igor Mogne (51,77)           | 3:47,60   |        |
| 23.     | 4      | 3   | Makau                     | Chao Man Hou (52,92) Long Chi Wai (1:01,63) Ngou Pok Man (53,28) Lei On Kei (1:00,97)                      | 3:48,80   |        |
| 24.     | 2      | 3   | Kenia                     | Emily Muteti (1:01,03) Hamdan Bayusuf (56,38) Talisa Lanoe (1:01,96) Issa Mohamed (53,49)                  | 3:52,86   |        |
| 25.     | 3      | 6   | Armenia                   | Vahan Mkhitaryan (53,85) Monika Vasilyan (1:03,33) Ani Poghosyan (1:01,29) Vladimir Mamikonyan (54,49)     | 3:52,96   |        |
| 26.     | 3      | 9   | Mongolia                  | Yesui Bayar (1:11,46) Batsaikhan Dulguun (55,65) Enkhkhuslen Batbayar (1:05,69) Delgerkhuu Myagmar (56,05) | 4:08,85   |        |
| 27. !   | 1      | 3   | Albania                   | | 9:99,99 ! | DNS    |
| 27. !   | 3      | 1   | Australia                 | | 9:99,99 ! | DNS    |
| 27. !   | 3      | 7   | Meksyk                    | | 9:99,99 ! | DNS    |
| 27. !   | 2      | 0   | Tadżykistan               | Anastasiya Tyurina (59,88) Karina Klimyk (1:05,82) Olim Kurbanov (1:11,96) Ramziyor Khorkashov (DSQ)       | 9:99,99 ! | DSQ    |
| 27. !   | 4      | 0   | Papua-Nowa Gwinea         | Ryan Pini (50,86) Tegan McCarthy (1:06,05) Barbara Vali-Skelton (1:04,02) Sam Seghers (DSQ)                | 9:99,99 ! | DSQ    |

### Finał
Finał odbył się o 19:17.
| Miejsce | Tor | Państwo           | Zawodnik / Zawodniczka                                                                                 | Czas    | Uwagi |
| ------- | --- | ----------------- | --- | ------- | ----- |
| 1. !    | 4   | Stany Zjednoczone | Ryan Lochte (48,79) Nathan Adrian (47,29) Simone Manuel (53,66) Missy Franklin (53,31)                 | 3:23,05 | , CR  |
| 2. !    | 2   | Holandia          | Sebastiaan Verschuren (48,74) Joost Reijns (49,09) Ranomi Kromowidjojo (52,48) Femke Heemskerk (52,79) | 3:23,10 | ER    |
| 3. !    | 1   | Kanada            | Santo Condorelli (48,19) Yuri Kisil (48,25) Chantal van Landeghem (53,60) Sandrine Mainville (53,55)   | 3:23,59 |       |
| 4.      | 5   | Rosja             | Władimir Morozow (48,27) Aleksandr Suchorukow (47,74) Wieronika Popowa (53,72) Natalja Łowcowa (54,48) | 3:24,21 |       |
| 5.      | 3   | Włochy            | Marco Orsi (48,70) Filippo Magnini (48,19) Federica Pellegrini (54,26) Erika Ferraioli (54,11)         | 3:25,26 |       |
| 6.      | 8   | Brazylia          | Matheus Santana (48,96) Bruno Fratus (47,83) Larissa Oliveira (54,15) Daynara de Paula (54,64)         | 3:25,58 | SA    |
| 7.      | 7   | Chiny             | Yu Hexin (49,70) Lin Yongqing (49,06) Qiu Yuhan (53,83) Tang Yuting (54,35)                            | 3:26,94 | AS    |
| 8.      | 6   | Szwecja           | Christoffer Carlsen (50,03) Simon Sjödin (49,67) Michelle Coleman (53,41) Louise Hansson (53,98)       | 3:27,09 |       |

Legenda: CR – rekord mistrzostw świata